# 1880
Năm 1880 (Số La Mã: MDCCCLXXX) là một năm thường bắt đầu vào Thứ 5 (liên kết sẽ hiển thị đầy đủ lịch) trong Lịch Gregory (hoặc một năm thường bắt đầu vào Thứ 3 trong Lịch Julius chậm hơn 12 ngày).

## Sinh
- 17 tháng 2 – Álvaro Obregón, tổng thống México 1920-1924 (m. 1928)
- 23 tháng 4 hoặc 5 tháng 5 – Mikhail Mikhailovich Fokin, vũ công ba lê, biên đạo múa Nga-Mỹ (m. 1942)[1]
- 27 tháng 6 – Helen Keller, nhà hoạt động xã hội Hoa Kỳ (m. 1968)
- 31 tháng 8 – Wilhelmina, nữ vương Hà Lan (m. 1962)

## Mất
- 22 tháng 3 – Võ Thị Viên, phong hiệu Nhất giai Lương phi, phi tần của vua Thiệu Trị nhà Nguyễn (s. 1815).